# Lalapaşa
Lalapaşa ist eine Kreisstadt und ein Landkreis in der türkischen Provinz Edirne in Ostthrakien. Die Stadt beherbergt etwa ein Viertel (2020: 24,77 %) der Kreisbevölkerung. Sie liegt etwa 32 Straßenkilometer nordöstlich von der Provinzhauptstadt Edirne.
Der 1945 gebildete Landkreis liegt im Norden der Provinz und grenzt im  Osten an die Provinz Kırklareli und im Norden an Bulgarien. Hier befindet sich der Grenzübergang Lessowo-Hamzabeyli. Interne Grenzen bestehen im Südwesten mit dem zentralen Landkreis (Merkez) von Edirne und im Südosten mit dem Landkreis Süloğlu. Neben der Kreisstadt besteht der Kreis aus 27 Dörfern (Köy) mit durchschnittlich 179 Bewohnern. Das ist der niedrigste Durchschnitt in der Provinz. Çömlekakpınar ist mit 455 Einwohnern das größte Dorf.
Ende 2020 war Lalapaşa mit 6442 Einwohnern der Landkreis mit der niedrigsten Bevölkerung in der Provinz Edirne. Die Bevölkerungsdichte liegt mit 13 Einwohnern je Quadratkilometer unter dem Provinzdurchschnitt (66 Einwohner je km²) und ist die niedrigste innerhalb der Provinz. 
Der Name Lalapaşa leitet sich vom osmanischen General Lala Şahin Paşa ab. Dieser eroberte das Gebiet 1361 für das osmanische Reich und erhielt Lalapaşa als Lehen.
Der Dolmen von Lalapaşa liegt beim Ort. Die Kırıkköy-Menhire bilden etwa zwei Kilometer südlich von Çömlekakpınar in der Gemeinde Lalapaşa auf dem namengebenden Hügel mehrere Steinkreise.